# Krócieniec wysmukły
Krócieniec wysmukły (Rhyncolus elongatus) – gatunek chrząszcza z rodziny ryjkowcowatych i podrodziny trzeni. Zamieszkuje krainę palearktyczną od Półwyspu Iberyjskiego i Maroka po Daleki Wschód.

## Taksonomia
Gatunek ten opisany został po raz pierwszy w 1827 roku przez Leonarda Gyllenhaala pod nazwą Curculio elongatus.

## Morfologia
Chrząszcz o ciele długości od 3,7 do 4,1 mm, w zarysie owalnym. Ubarwiony jest czarnobrunatnie z ciemnobrunatnymi odnóżami i ciemnobrunatnymi czułkami o buławkach wyraźnie jaśniejszych niż reszta biczyków. Punktowanie głowy jest grube i gęste. Ryjek jest tak szeroki jak głowa, wyraźnie krótszy niż u nasady szeroki, ku przodowi zwężony, u samca przeciętnie krótszy i grubszy niż u samicy. Oczy są silniej i bardziej ekscentrycznie wypukłe niż u krócieńca urzeźbionego. Czułki są przysadziste, o drobnych buławkach i siedmioczłonowej pozostałej części biczyka. Przedplecze zwykle jest niewiele dłuższe niż szerokie, najszersze w pobliżu nasady, ku przodowi prawie proste zwężone, w przedniej części z przewężeniem przechodzącym na stronę grzbietową w postaci bruzdy. Powierzchnia przedplecza jest grubo i gęsto punktowana; punkty w jego części środkowej są wydłużone i czterokrotnie większe od tych w wydzielonej przewężeniem części przedniej. Tarczka jest widoczna. Pokrywy mają rzędy z punktami głębokimi i odseparowanymi, zaś międzyrzędy równomiernie i żebrowato uwypuklone, zaopatrzone w szeregi wyraźnych punktów. Żadne międzyrzędy nie mają zaostrzonych krawędzi. Odnóża mają wąskie stopy. Samiec ma wgłębienie u nasady odwłoka.

## Ekologia i występowanie
Owad ten zasiedla lasy iglaste i mieszane. Zarówno larwy, jak i postacie dorosłe zasiedlają martwe, butwiejące drewno pni, kłód, pniaków i gałęzi drzew iglastych. Podawane były z jodły numidyjskiej, jodły pospolitej, sosny alepskiej, sosny czarnej, sosny nadmorskiej, sosny zwyczajnej i świerka pospolitego. Owady dorosłe spotyka się w ciągu całego roku. Rójkę odbywają w maju i czerwcu. Zimują pod korą drzew i w drewnie.
Gatunek palearktyczny, w Europie znany z Portugalii, Hiszpanii, Andory, Francji, Holandii, Niemiec, Szwajcarii, Włoch, Danii, Szwecji, Norwegii, Finlandii, Łotwy, Polski, Czech, Słowacji, Węgier, Ukrainy, Słowenii, Chorwacji, Grecji oraz europejskich części Turcji i Rosji. W Afryce Północnej notowany jest z Maroka i Algierii. W Azji występuje na Kaukazie, Syberii i Rosyjskim Dalekim Wschodzie. W Polsce jest owadem stosunkowo pospolitym, ale rzadszym od krócieńca czarnego. Na „Czerwonej liście gatunków zagrożonych Republiki Czeskiej” umieszczony został ze statusem bliskiego zagrożenia wyginięciem (NT).